# Daniël Willink

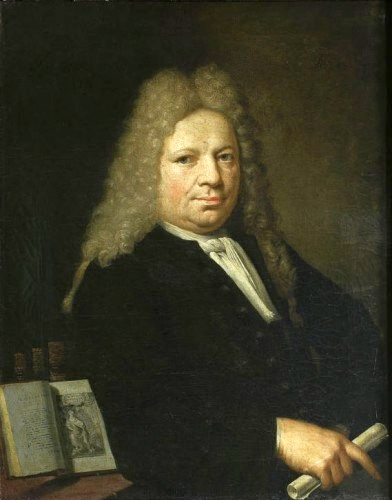
Daniël Willink, kort voor zijn dood geportretteerd door Krzysztof Lubieniecki (1659-1729). Collectie: Muzeum Narodowe, Warschau.

Daniël Willink (Amsterdam, 31 mei 1676 - Beverwijk, 16 oktober 1722) was een Nederlandse dichter, schrijver en wijnhandelaar.

## Levensloop
Daniël Willink was de oudste in een gezin met elf kinderen. Zijn ouders waren Jan Willink, wijnkoper, en Margareta Desmazières. Uit zijn huwelijk in 1698 met Wijnanda de Bruin kwamen zes kinderen voort.
Hij trad in de voetsporen van zijn vader en handelde zijn werkzame leven lang in wijn. Daarnaast was hij actief lid van het dichtgenootschap Constantia et Labore, dat zich overigens vooral bezighield met het schrijven van toneelstukken, een genre dat hem niet lag. Liever deed hij aan "nutte letteroefeningen". Van hem verschenen diverse bundels met moraliserende gedichtjes.
Willink geldt niet als een groot dichter, maar een deel van zijn werk heeft wel historisch belang. In dichtwerken als Amsterdamsche Tempe en Amsterdamsche Buitensingel en het prozawerk Amstellandsche Arkadia beschreef hij nauwgezet de bezienswaardigheden van Amsterdam (bijvoorbeeld alle 26 bolwerken) en verheerlijkte hij de schoonheid van de stad en het landschap eromheen. 
Hij overleed op 46-jarige leeftijd aan een plotselinge ziekte tijdens een verblijf in Beverwijk.

## Plein
In Amsterdam-Zuid werd bij gemeenteraadsbesluit van 23 februari 1922 het Daniël Willinkplein naar hem genoemd, het middelpunt van de Rivierenbuurt. Het werd bekend door het in 1932 gebouwde 12-verdiepingenhuis van architect J.F. Staal, het eerste hoogbouwproject voor woningbouw in Amsterdam.
Na de bevrijding van de Duitse bezetting in Nederland bestond de behoefte om de overwinning van de geallieerden te eren en daarvoor moest het Daniël Willinkplein zijn naam afstaan. Bij gemeenteraadsbesluit van 8 mei 1946 werd het plein hernoemd tot Victorieplein. Sindsdien is in Amsterdam geen straat of plein meer naar Daniël Willink genoemd.

## Werken
- Groot schilderboek, 1707
- Amsterdamsche Tempe, of de Nieuwe Plantagie, begrepen in twee Boeken, nevens den Amstelstroom. Amsterdam, 1712.
- Bloemkrans van Christelijke Liefde- en Zeededichten, nevens eenige christelyke gezangen. Amsterdam, 1714.
- Lusthof van Christelijke Dank- en Bedezangen. Amsterdam, 1715.
- Christelijke Gebeden voor yder dag der weke en op bijzondere tijden en voorvallen gepast. Amsterdam, 1717.

Postuum uitgegeven
- Amsterdamsche Buitensingel, Amsterdam, 1723
- De Lustplaats Groot Heerema, by Franeker, Amsterdam, 1734.
- Amstellandsche Arkadia, of Beschryving van de Gelegenheit, Toestant en Gebeurtenissen van Amstellandt (2 dln.). Geredigeerd door Gerrit Schoemaker, Amsterdam, 1737.

- Biografisch Portaal: 37094727
- Digitale Bibliotheek voor de Nederlandse Letteren: will050
- Gemeinsame Normdatei: 1051486599
- International Standard Name Identifier: 0000 0003 9753 2881
- Nederlandse Thesaurus van Auteursnamen: 072962623
- Virtual International Authority File: 205240042